# Jacky Vergnes
Pour les articles homonymes, voir Vergnes.
Jacques Vergnes, dit Jacky Vergnes, est un footballeur français né le 21 juillet 1948 à Magalas dans l'Hérault et mort le 28 juin 2025 à Sommières (Gard). 
Il évolue au poste d'avant-centre du milieu des années 1960 au début des années 1980. Jacky Vergnes compte une sélection pour un but marqué en équipe de France.

## Biographie
Formé au SO Montpellier, il rejoint en 1968 le Red Star puis le Nîmes Olympique pendant trois saisons. Il évolue ensuite au SC Bastia, au Stade de Reims, au Stade lavallois, au RC Strasbourg avec qui il est champion de France en 1979. Après une saison aux Girondins de Bordeaux, il termine sa carrière au Montpellier PSC. Attaquant efficace devant le but dans tous ses clubs, il est le dix-huitième meilleur buteur de l'histoire du championnat de France.
Il reste le seul joueur à avoir marqué quatre buts au Parc des Princes, lors de Paris Saint Germain-Bordeaux (2-5) en 1978.
En 1971, il marque son 50e but en championnat après 83 matches joués. 
Le 8 septembre 1971, il est sélectionné pour le match Norvège-France, au cours duquel il marque son unique but en Bleu.
En 2022, le magazine So Foot le classe dans le top 1000 des meilleurs joueurs du championnat de France, à la 73e place.

## Palmarès

### En club
- Champion de France en 1979 avec le RC Strasbourg
- Vice-champion de France en 1972 avec le Nîmes Olympique
- Vice-champion de France de Division 2 en 1981 avec le Montpellier HSC

### En équipe de France
- 1 sélection et 1 but en 1971

### Distinction individuelle
- Meilleur buteur de Division 2 en 1979 (19 buts)

### Statistiques
- 328 matchs et 153 buts en Division 1
- 94 matches et 41 buts en Division 2
- 4 matchs en Coupe de l'UEFA
- 18e meilleur buteur de tous les temps de Division 1

## Décoration
- Médaille de la jeunesse, des sports et de l'engagement associatif, argent (2025)[5].

## Statistiques
Le tableau ci-dessous résume les statistiques en match officiel de Jacky Vergnes durant sa carrière de joueur professionnel,.
| Saison                | Club                  | Championnat           | Championnat | Championnat | Coupe(s) nationale(s) | Coupe(s) nationale(s) | Compétition(s) continentale(s) | Compétition(s) continentale(s) | Compétition(s) continentale(s) | Finale de division 2 | Finale de division 2 | Sélection       | Sélection | Sélection | Total | Total |
| Saison                | Club                  | Division              | M.          | B.          | M.                    | B.                    | Comp.                          | M.                             | B.                             | M.                   | B.                   | Équipe          | M.        | B.        | M.    | B.    |
| 1966-1967             | SO Montpellier        | Division 2            | 10          | 2           | -                     | -                     | -                              | -                              | -                              | -                    | -                    | -               | -         | -         | 10    | 2     |
| 1967-1968             | SO Montpellier        | Division 2            | 24          | 6           | -                     | -                     | -                              | -                              | -                              | -                    | -                    | -               | -         | -         | 24    | 6     |
| 1968-1969             | Red Star FC           | Division 1            | 16          | 3           | 2                     | 0                     | -                              | -                              | -                              | -                    | -                    | -               | -         | -         | 18    | 3     |
| 1969-1970             | Red Star FC           | Division 1            | 25          | 8           | 2                     | 1                     | -                              | -                              | -                              | -                    | -                    | -               | -         | -         | 27    | 9     |
| 1970-1971             | Nîmes Olympique       | Division 1            | 34          | 27          | 1                     | 0                     | -                              | -                              | -                              | -                    | -                    | -               | -         | -         | 35    | 27    |
| 1971-1972             | Nîmes Olympique       | Division 1            | 34          | 25          | 2                     | 1                     | C3                             | 2                              | 0                              | -                    | -                    | France France B | 1         | 1 0       | 40    | 27    |
| 1972-1973             | Nîmes Olympique       | Division 1            | 32          | 15          | 8                     | 6                     | C3                             | 2                              | 0                              | -                    | -                    | -               | -         | -         | 42    | 21    |
| juil.-déc. 1973-1974  | Nîmes Olympique       | Division 1            | 17          | 5           | -                     | -                     | -                              | -                              | -                              | -                    | -                    | -               | -         | -         | 17    | 5     |
| janv.-juin 1973-1974  | SÉC Bastia            | Division 1            | 17          | 7           | 7                     | 6                     | -                              | -                              | -                              | -                    | -                    | -               | -         | -         | 24    | 13    |
| 1974-1975             | SÉC Bastia            | Division 1            | 29          | 13          | 7                     | 6                     | -                              | -                              | -                              | -                    | -                    | -               | -         | -         | 36    | 19    |
| 1975-1976             | Stade de Reims        | Division 1            | 26          | 11          | 5                     | 2                     | -                              | -                              | -                              | -                    | -                    | -               | -         | -         | 31    | 13    |
| 1976-1977             | Stade lavallois       | Division 1            | 36          | 19          | 1                     | 0                     | -                              | -                              | -                              | -                    | -                    | -               | -         | -         | 37    | 19    |
| 1977-1978             | RC Strasbourg         | Division 1            | 33          | 11          | 2                     | 0                     | -                              | -                              | -                              | -                    | -                    | -               | -         | -         | 35    | 11    |
| juil.-sept. 1978-1979 | RC Strasbourg         | Division 1            | 4           | 1           | -                     | -                     | -                              | -                              | -                              | -                    | -                    | -               | -         | -         | 4     | 1     |
| sept.-juin 1978-1979  | Girondins de Bordeaux | Division 1            | 20          | 8           | 2                     | 0                     | -                              | -                              | -                              | -                    | -                    | -               | -         | -         | 22    | 8     |
| 1979-1980             | Montpellier PSC       | Division 2            | 32          | 19          | 11                    | 7                     | -                              | -                              | -                              | -                    | -                    | -               | -         | -         | 43    | 26    |
| 1980-1981             | Montpellier PSC       | Division 2            | 27          | 14          | 8                     | 3                     | -                              | -                              | -                              | 2                    | 1                    | -               | -         | -         | 37    | 18    |
| 1981-1982             | Montpellier PSC       | Division 1            | 4           | 0           | -                     | -                     | -                              | -                              | -                              | -                    | -                    | -               | -         | -         | 4     | 0     |
| Total sur la carrière | Total sur la carrière | Total sur la carrière | 420         | 194         | 58                    | 32                    | -                              | 4                              | 0                              | 2                    | 1                    | -               | 2         | 1         | 486   | 228   |